# Klaus Selignow
Klaus Selignow est un footballeur est-allemand des années 1950.

## Biographie
Joueur de BSG Rotation Babelsberg, il se fait connaître en terminant quatrième meilleur buteur du championnat lors de la saison 1953-1954, avec quatorze buts. Mais il est surtout connu pour être le meilleur buteur du championnat est-allemand lors de la saison 1955 avec douze buts.